# 첫사랑 (장덕의 노래)
〈첫사랑〉은 대한민국의 여성 싱어송라이터 장덕에 의해 작사 · 작곡된 곡이다. 장덕의 데뷔 음반이자 첫 컴필레이션 음반 《첫사랑》의 머릿곡이자 동명 타이틀 곡으로 발표되었다. 대한민국의 자매 듀엣 국보자매에 의해 리메이크 되기도 했다. 국보자매의 리메이크 버전은 1981년 발매된 국보자매의 데뷔 정규 음반 《하늘 같은 그 사랑》의 B면 3번 트랙으로 수록되어 있으며 1984년 발표된 《백치미》음반에도 B면 3번 트랙으로 수록되어 있다.

## 배경
1979년 1월 추후 장덕과 장현을 미국으로 불러 대학공부를 시킬 목적으로 어머니는 미군 린과 재혼하여 이미 미국으로 이민을 가게 된다. 장현은 어머니가 미국으로 떠날 때 이미 결혼을 했고 아이도 곧 태어나며 덕이도 함께 산다고 실토하였지만 어머니는 가수로서 성공하고 가족을 부양할 능력이 충분히 되었을 때 결혼하라고 줄곧 충고해 왔었기 때문에 많은 실망을 하게 된다. 하지만 어머니는 장현에게 부디 잘 살라며 나중에 너 또한 불러 대학공부를 시키겠다고 말하며 비행기에 오른다. 어머니는 장현 장덕 남매에게 어린 시절 이혼이라는 큰 상처를 안겨주었지만 이후 장덕에게 많은 것을 쏟아 부어 주었다. 외로움을 이겨낼 수 있도록 묻힐 뻔 했던 음악적 재능을 살려주었고 음악계에 발을 들일 수 있도록 기반도 닦아 주었다. 고등학교를 졸업하고 갓 성인이 된 장덕은 어머니와 오랫동안 떨어져 살게 되면서 그제서야 어머니의 빈 자리를 느꼈고 자신이 어머니를 사랑하고 있었다는 것을 깨달은 것이다. 그리고 그 심정을 담은 곡이 바로 <첫사랑>이다.

## 참고 문헌
- 이숙희 저서, 예정된 시간을 위하여 (1993)